# Norodom
Norodom, noto anche come Ang Voddey (in khmer ព្រះបាទនរោត្តម; Angkor Borei, febbraio 1834 – Phnom Penh, 24 aprile 1904), è stato un re cambogiano.
È stato re della Cambogia dal 1860 fino alla sua morte. Era il figlio maggiore di Ang Duong, sovrano dal 1841 al 1860, e fratellastro di Sisowath, re che gli è succeduto.
Nel 1863 assegnò il protettorato sulla Cambogia ai francesi, i quali nel 1887 inserirono il paese nell'Indocina francese, colonia che sarebbe esistita fino al 1953. Nel 1897 Norodom fu dichiarato incapace di governare dai francesi, che presero così il controllo totale dello Stato. Da quel momento, nel periodo coloniale, il re e i suoi successori avrebbero svolto solo un ruolo rappresentativo e di patroni del buddhismo.